# Wisseldrukmatras
Het wisseldrukmatras (luchtwisselsysteem, alternerend matras) wordt voornamelijk gebruikt bij mensen die decubitus hebben of bij wie er een kans is dat dit ontstaat (preventief).
Wisseldrukmatrassen kunnen ook worden ingezet bij mensen die door een handicap niet meer in staat zijn om van de ene zijde op de andere te gaan verliggen en daarmee dus tevens een verhoogde kans op decubitus hebben.
De wisseldruk of luchtwissel duidt op de diverse luchtbanen die in het matras zitten. Deze luchtbanen worden, door middel van een elektrische pomp, om en om opgeblazen en leeggelaten. Dit zorgt ervoor dat steeds andere delen van het lichaam worden ontlast zodat de doorbloeding verbetert. Hiermee wordt atrofie als gevolg van langdurige verhindering van de doorbloeding voorkomen.
Het wisseldrukmatras wordt in zorginstellingen- of ziekenhuizen ingezet bij mensen met decubitus of een verhoogde kans daarop (veelal oudere mensen en op de intensievezorgafdeling). Daarnaast wordt het wisseldruk ook nog vaak door/in de thuiszorg/zorgcentra gebruikt. Ook mensen die verzorgd worden in de thuissituatie kunnen ervan gebruikmaken via de thuiszorg of zorgverzekeraar.